# Прапор Мальдівів
Прапор Мальдівів — один з офіційних символів Мальдівів. Офіційно затверджений 25 липня 1965 року. На червоному полотні розміщений зелений прямокутник на якому розміщено білий півмісяць.

## Історія
Перший прапор Мальдівів був повністю червоного кольору та використовувався султанами на початку 20 століття. Використання червоного кольору пояснювалось тим, що його гарно видно на фоні морського пейзажу. Штакоріна була пофарбована у білий та чорний кольори. Згодом на прапорі розмістили півмісяць, сторони якого були направлені до древа. Така версія прапора проіснувала до 1947 року, коли півмісяць розвернули рогами до вільної сторони прапора. У 1965 році з прапора була прибрана чорна стрічка.

## Символіка
Червоний колір символізує сміливість національних героїв, зелений — численні пальми, а білий півмісяць — державну релігію іслам.